# アイビス (ソフトウェア会社)
株式会社アイビス（英: ibis inc.）は、愛知県名古屋市中村区と東京都中央区に本社を置くソフトウェア会社である。

## 概要
2000年（平成12年）静岡県浜松市で有限会社アイビスを設立。その後名古屋市へ本社を移転し、株式会社へ組織変更。現在では名古屋と東京の2本社制をとっている。主たる業務はネットワークソフトウェアやウェブアプリケーションの開発、ウェブシステムの開発・導入やスマートフォン向けコンテンツの開発・配信で、2011年（平成23年）6月21日よりお絵描きアプリのアイビスペイントをリリースした。アイビスペイントは2022年時点で2.7億人のユーザーを抱え、日本のメーカーがリリースしたアプリとしては2021年のダウンロード数が最も多い。

## 沿革
- 2000年（平成12年）5月11日 - 「有限会社アイビス」として設立[2]。
- 2001年（平成13年）4月 - 株式会社に組織変更。「株式会社アイビス」となる[2]。
- 2003年（平成15年）10月 - 社団法人愛知県情報サービス産業協会に加入[2]。
- 2004年（平成16年）10月 - 中部アイティ協同組合に加入[2]。
- 2006年（平成18年）3月 - 日本情報技術取引所に加入[2]。
- 2008年（平成20年）9月 - プライバシーマークを取得[2]。
- 2016年（平成28年）
  - 9月 - 株式会社アイビスモバイルを設立[2]。
  - 12月 - 吸収分割方式によりモバイル事業に係る一切の権利義務を子会社の株式会社アイビスモバイルに承継[2]。
- 2019年（令和元年）9月 - 子会社の株式会社アイビスモバイルを吸収合併[2]。
- 2023年（令和5年）3月 - 東京証券取引所グロース市場に上場。
- 2025年（令和7年）1月31日 - AI音声合成技術の開発を手掛ける株式会社テクノスピーチの全株式を取得し、子会社化[4][5]。

## 主な製品
- ibisBrowser（フルブラウザ）※開発終了
  - ibisBrowserDX
  - ibisBrowserLT
- ibisMail（メールクライアント）※開発終了
  - ibisMail for iPhone
  - ibisMail-G
- ibisPaint（ペイントソフト）
  - ibisPaint（有償版）
  - ibisPaint X（無償版）
  - ibisPaint Edu（教育機関向け）

## 事業所
- 名古屋本社（名古屋市中村区）[2]
- 東京本社（東京都中央区）[2]
- 大阪支社（大阪市東淀川区）[2]